# Stanisława Abramowska
Stanisława Motz-Abramowska (ur. 5 maja 1867, zm. 5 marca 1892 w Warszawie) – polska działaczka socjalistyczna. Współorganizatorka II Proletariatu i jedna z liderów partii. W 1891 roku przeszła do Zjednoczenia Robotniczego. Założycielka Kasy Pomocy Pracownic, w 1891 roku organizatorka pierwszych w historii Polski obchodów międzynarodowego święta pracy, które odbyły się w Warszawie.
Żona Edwarda Abramowskiego. Została pochowana na cmentarzu Powązkowskim (kwatera 77-5-15, grób nie istnieje). 